# Esón (ciudad)
Esón (en griego, Αἴσων) fue una antigua ciudad griega de Tracia. 
Perteneció a la liga de Delos puesto que aparece en los registros de tributos a Atenas entre los años 454/3 y 429/8 a. C.
Se desconoce su localización exacta y de los registros de tributos el único dato seguro es que se encontraba en Tracia. Es posible que esté relacionado con el río Esón que Plutarco ubica en Macedonia y que se identifica con el río llamado Pelikas actualmente y por tanto la ciudad podría haberse ubicado en sus proximidades. También se ha sugerido que Esón podría identificarse con la ciudad de Hesa.